# Wada-shuku

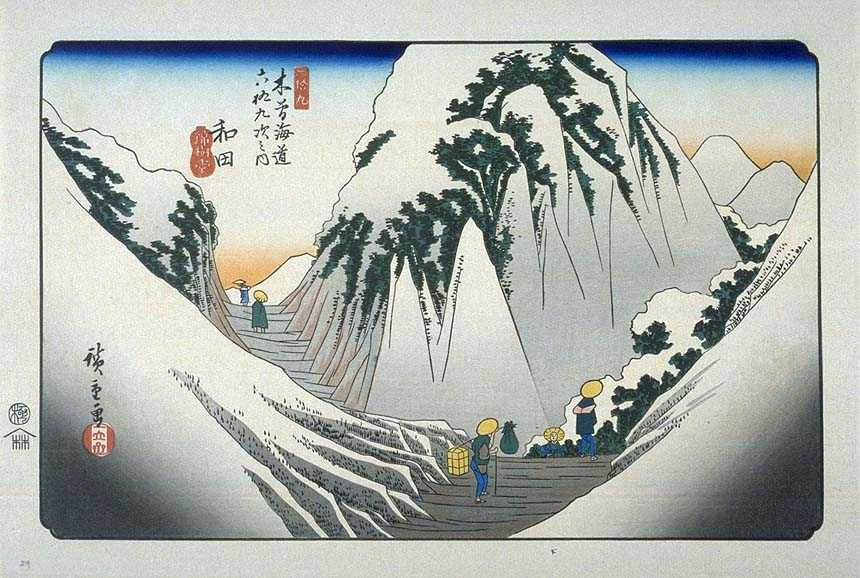
Wada-shuku, estampe de Hiroshige de la série Les Soixante-neuf Stations du Kiso Kaidō.

Wada-shuku (和田宿, Wada-shuku) était la vingt-huitième des soixante-neuf stations du Nakasendō. Elle se situe de nos jours dans la section Wada du bourg de Nagawa, dans le district de Chiisagata de la préfecture de Nagano au Japon.

## Histoire
Située sur une élévation de 820 m à l'entrée du col de Wada, cette shukuba était considérée comme une tranquille ville de montagne. Comme Shimosuwa-juku, l'étape suivante, était éloignée de plus de 20 km, Wada-Shuku était une station florissante disposant de plus de 150 bâtiments pour recevoir tous les voyageurs et leurs animaux de portage.
Il subsiste de nos jours des restes du honjin et des maisons originales qui sont restaurées et préservées. La région est aussi connue depuis longtemps pour ses grandes ressources d'obsidiennes.

## Stations voisines
Nakasendō
Nagakubo-shuku – Wada-shuku – Shimosuwa-shuku